# سباق الدراجات النارية على الجليد
سباق الدراجات النارية على الجليد هو شكل متطور من سباق الدراجات النارية، ويضم سباقًا على الأسطح المُجمدة. تستخدم هذه الرياضة الدراجات المُحسنة للتضاريس، ويمكن للمشاركين التنافس على المستوى الدولي لكن ليس في الأولمبياد. البلدان التي هيمنت وفازت بأغلبية الألقاب في بطولة العالم لسباق الجليد الفردية (التي أقيمت منذ عام 1966) وبطولة العالم لسباق الجليد للفرق (التي أقيمت منذ عام 1979) كانت من دول الاتحاد السوفياتية ومنذ عام 1991 - روسيا.

## الخطوط العريضة
تتسابق الدراجات بعكس اتجاه عقارب الساعة حول مسارات بيضاوية يتراوح طولها بين 260 و 425 مترًا. هيكل السباق والتسجيل مشابهان لذلك في سباق الدراجات النارية.
تحمل الدراجات تشابهاً عابراً لتلك المستخدمة في سباق الدراجات النارية، ولكن لديها قاعدة عجلات أطول وإطار أكثر صلابة. كما هو الحال مع سباق الدراجات النارية، لا تحتوي الدراجات على الفرامل.

## بناء الدراجة

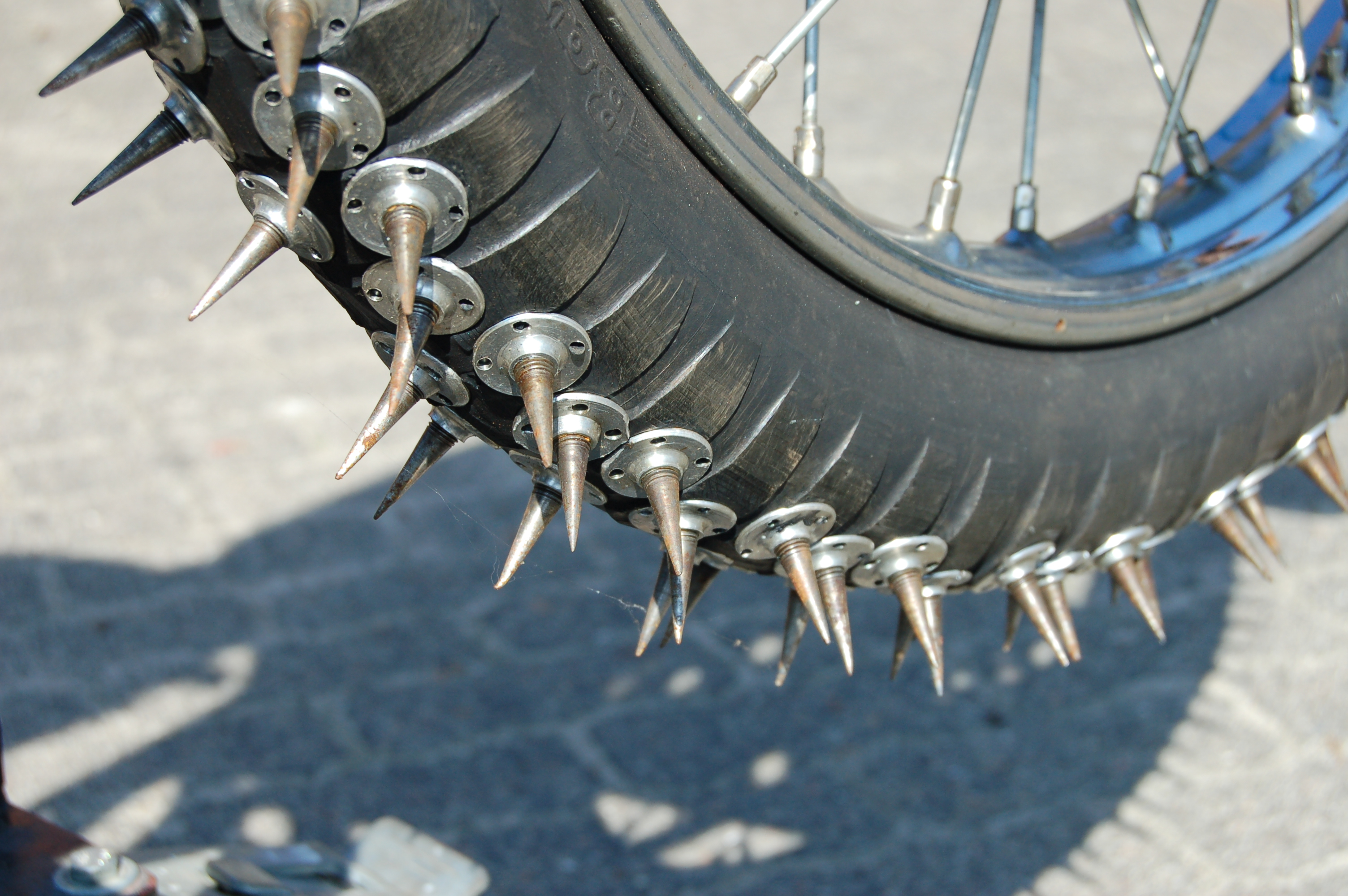
صورة مقربة لإطار مُرصّع بالدبابيس

تحمل الدراجات تشابهًا عابرًا مع تلك المُستخدمة في الطُرق السريعة، ولكن لها قاعدة عجلات أطول وإطار أكثر صلابة. كما هو الحال مع الطريق السريع، لا تحتوي الدراجات على فرامل.
تنقسم الرياضة إلى فئات للإطارات المطاطية بالكامل والإطارات المُرصّعة. تشتمل فئة الإطارات المُرصعة ؛ المتسابقين الذين يركبون دراجات ذات مسامير يصل طولها إلى 3 سنتيمترات مُثبتة في كل إطار مشدود لا يطوى، ولكل دراجة ما بين 130 و 140 مسمارًا على الإطار الأمامي وبين 170 و 190 في الخلف (يتم التحكم في اللوائح المتعلقة بطول وأنواع المسامير المسموح بها من قبل هيئة العقوبات). يستلزم استخدام هذه المسامير في هذا التخصص إضافة واقيات خاصة (على غرار واقيات الطين) فوق العجلات التي تمتد تقريبًا إلى سطح الجليد. تنتج الإطارات المُسننة قدرًا هائلاً من الجر وهذا يعني أن علب التروس ذات السرعتين مطلوبة أيضًا.
يؤدي استخدام المسامير على الإطارات إلى زيادة خطورة الرياضة مع تعرض الدراجين لخطر دهسهم بدراجات أخرى. غالبًا ما يوصف راكبو الدراجات النارية على الجليد بأنهم الأشجع والأكثر جنونًا بين جميع راكبي الدراجات النارية.

## التقنية
في فئة الإطارات المُرصعة، لا يوجد عريضات حول الانحناءات بسبب التماسك الناتج عن المسامير التي تحفر في الجليد. بدلاً من ذلك ، يميل الدراجون دراجاتهم في الانحناءات بزاوية حيث يقوم المقاود بقشط سطح المسار. تقترب السرعات من 80 ميلاً في الساعة (130 كم / ساعة) على المضائق و 60 ميلاً في الساعة (100 كم / ساعة) على المنعطفات. يتكون حاجز الأمان عادةً من بالات من القش أو جليد وثلج متراكم حول الحافة الخارجية للمسار. نظرًا لأن أسلوب الركوب المطلوب لسباقات الجليد المرصعة يختلف عن ذلك المستخدم في تخصصات سباقات المضمار الأخرى ، نادرًا ما يشارك راكبو هذه الرياضة في سباقات الدراجات النارية أو بدائلها الأخرى والعكس صحيح.

## السائقين البارزين

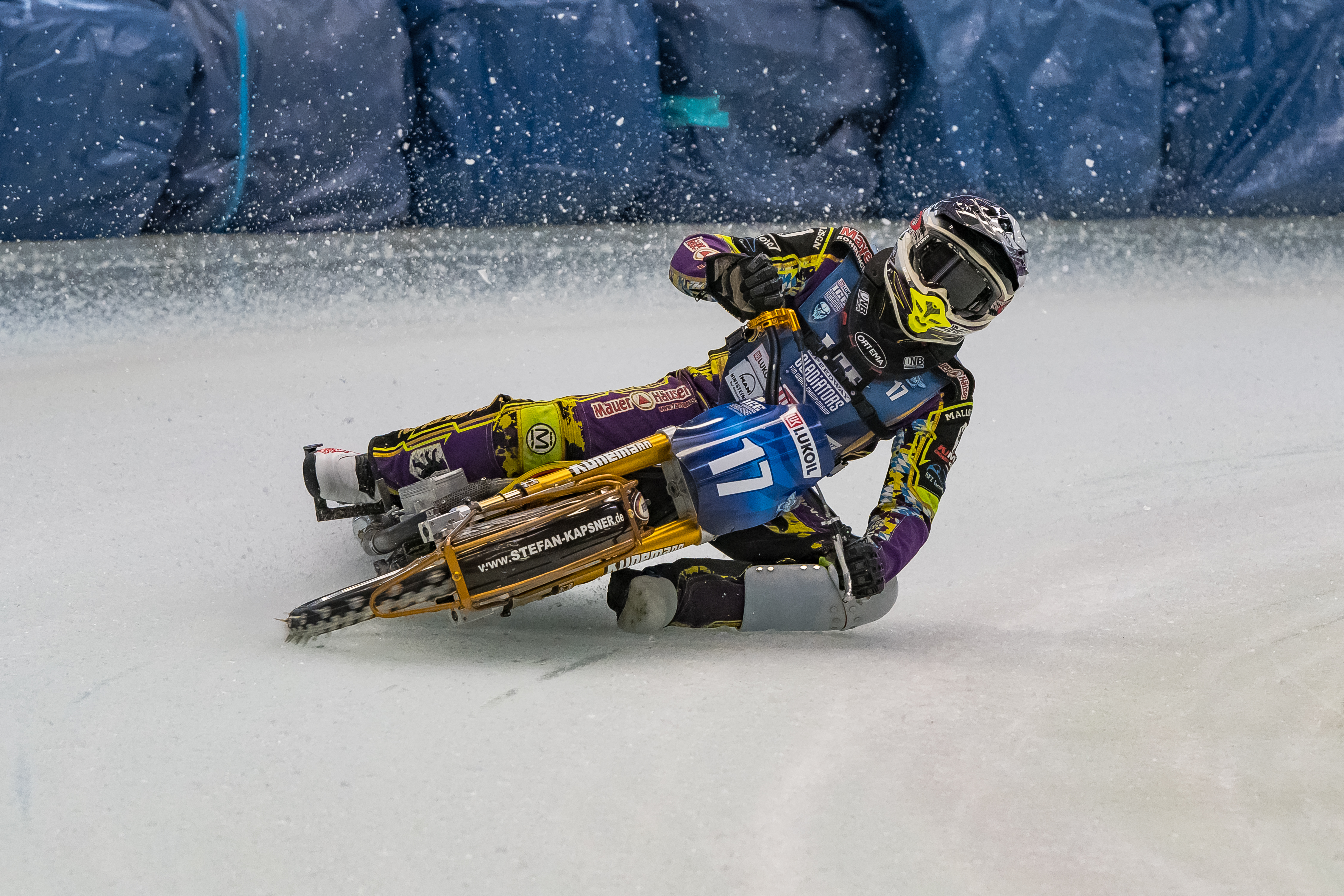
بطولة العالم لسباق الدراجات النارية على الجليد 2018

كونها رياضة شتوية، فإن سباق الدراجات الهوائية الجليدي يحظى بشعبية كبيرة في النصف الشمالي / الشمال الشرقي من أوروبا وأمريكا الشمالية. تشمل قائمة السائقين البارزين السويدي بير أولوف سيرينيوس، بطل العالم المتعدد ومع 22 بطولة سويدية على حزامه،  والروسي نيكولاي كراسنيكوف، بطل العالم في سبتمبر (2005-2011).